# Orange Free
Orange Free - marka usług świadczonych przez sieć Orange, zapewniająca dostęp do internetu w standardach EVDO (przy korzystaniu z odpowiedniego terminala), GPRS, EDGE i UMTS. Jej głównymi konkurentami na polskim rynku są blueconnect (T-Mobile), Plus Internet (Plus) oraz Play Online (Play). Usługa dostępna jest w dwóch wariantach: abonamentowym i prepaid. W tym drugim przypadku usługa znana jest pod nazwą Orange Free na kartę i dostępna jest z poziomu systemu taryf Orange na kartę w wersji SIM i jako usługa pod odrębną marką w wersji micro SIM.